# Ozzie Hilton
Ozzie H. Hilton (* um 1915) war ein aus Vallejo stammender US-amerikanischer Badmintonspieler. 

## Karriere
Ozzie Hilton nahm während seiner Tätigkeit beim US-amerikanischen Militär 1945 an den French Open teil. Dort gewann er alle drei möglichen Titel. Zu dieser Zeit konnte er schon auf eine mehr als zehnjährige erfolgreiche nationale Karriere zurückblicken.

## Sportliche Erfolge
| Saison | Veranstaltung | Disziplin    | Platz | Name                           |
| ------ | ------------- | ------------ | ----- | ------------------------------ |
| 1945   | French Open   | Mixed        | 1     | O. H. Hilton / Claude Carvallo |
| 1945   | French Open   | Herrendoppel | 1     | O. H. Hilton / Jacques Rozier  |
| 1945   | French Open   | Herreneinzel | 1     | O. H. Hilton                   |